# 広田王
広田王（ひろたおう、生没年不詳）は、奈良時代の皇族。官位は従五位上・縫殿頭。

## 経歴
称徳朝の天平神護3年（767年）无位から従五位下に直叙される。光仁朝に入ると宝亀元年（770年）大炊頭に任ぜられる。宝亀9年（778年）伊賀守に任ぜられると、宝亀10年（779年）越後守と光仁朝末は地方官を務めた。
桓武朝では延暦6年（787年）鍛冶正、延暦7年（788年）縫殿頭と京官を歴任し、延暦8年（789年）22年振りに昇叙されて従五位上に至る。

## 官歴
『続日本紀』による。
- 天平神護3年（767年） 正月19日：従五位下（直叙）
- 宝亀元年（770年） 12月28日：大炊頭
- 宝亀9年（778年） 2月4日：伊賀守
- 宝亀10年（779年） 2月23日：越後守
- 延暦6年（787年） 3月22日：鍛冶正
- 延暦7年（788年） 2月28日：縫殿頭
- 延暦8年（789年） 正月6日：従五位上